# Liste des statues et monuments mémoriaux de Kotka
La Liste des statues et monuments mémoriaux de Kotka comprend tous les ouvrages situés dans les rues, les places et les parcs de Kotka en Finlande.

## Liste des œuvres
| Statues et monuments mémoriaux                               | Lieu                                                | Auteur                           | Année       | Coord.                       | Réf.   |        |
| ------------------------------------------------------------ | --------------------------------------------------- | -------------------------------- | ----------- | ---------------------------- | ------ | ------ |
| Ahtaajat                                                     | Kotkansaari, Parc Palotorninvuorenpuisto            | Oskari Jauhiainen                | 1966        | 60° 28′ 06″ N, 26° 56′ 26″ E | [ 1 ]  |        |
| Mémorial à Alexandre III                                     | Metsola, Langinkoski                                |                                  | 1896        | 60° 29′ 14″ N, 26° 53′ 19″ E | [ 2 ]  |        |
| Alkulähteellä                                                | Karhula, Jokipuisto                                 | Antti Maasalo                    | 2013        | 60° 30′ 54″ N, 26° 55′ 28″ E | [ 3 ]  |        |
| Auringonpalvojat                                             | Kotkansaari, Parc Toivo Pekkanen                    | Jean-Erik Kullberg               | 1989        | 60° 27′ 42″ N, 26° 56′ 12″ E | [ 1 ]  |        |
| Aurinkoon katsoja                                            | Kotkansaari                                         | Tapio Junno                      | 2001        | 60° 27′ 51″ N, 26° 56′ 23″ E | [ 1 ]  |        |
| Calvus, nuori ukkospilvi                                     | Kotkansaari, Tour d'observation de Haukkavuori      | Hanna Jaanisoo                   | 2008        | 60° 27′ 36″ N, 26° 56′ 55″ E | [ 1 ]  |        |
| Dialogi                                                      | Kotkansaari, Rue Gutzeitintie                       | Raimo Kuusik                     | 2010        | 60° 27′ 46″ N, 26° 57′ 01″ E | [ 4 ]  |        |
| Elinvoimainen läsnäolo (Presencia Vital)                     | Kotkansaari, Parc Toivo Pekkanen                    | Frederico Assler                 | 2005        | 60° 27′ 43″ N, 26° 56′ 07″ E | [ 1 ]  |        |
| Eläimet                                                      | Kotkansaari, Parc de Sapokka                        | Hannele Kylänpää                 | 2007–2010   | 60° 27′ 31″ N, 26° 56′ 35″ E | [ 5 ]  |        |
| Buste de A. S. Popov                                         | Kotkansaari, parc Isopuisto                         | Dimitri Borisvitš Rjabitshev     | 1970        | 60° 28′ 00″ N, 26° 56′ 57″ E | [ 1 ]  |        |
| Graniittikalliota varten                                     | Kotkansaari, Parc maritime de Katariina             | Mindaugas Navakas                | 1995        | 60° 26′ 55″ N, 26° 56′ 06″ E | [ 1 ]  |        |
| Mémorial de la scierie Gutzeit                               | Kotkansaari                                         |                                  |             |                              | [ 6 ]  |        |
| Hans Gutzeit                                                 | Kotkansaari, Meriniemi                              | Markku Hirvelä                   | 1999        | 60° 27′ 28″ N, 26° 57′ 05″ E | [ 1 ]  |        |
| Hyrrä (Kiertolainen)                                         | Kotkansaari                                         | Jaakko Pernu                     | 2001        |                              | [ 8 ]  |        |
| Mémorial à la Hävittäjälentolaivue 34                        | Aérodrome de Kymi                                   | Lentotekniikan Kilta             | 1999        | 60° 34′ 29″ N, 26° 53′ 48″ E | [ 9 ]  |        |
| Idoli                                                        | Kotkansaari, Rue Kauppakatu                         | Kim Simonsson                    | 2010        | 60° 28′ 03″ N, 26° 56′ 28″ E | [ 8 ]  |        |
| Mémorial de la défense aérienne                              | Kotkansaari, Parc Palotorninvuorenpuisto            |                                  | 1982        | 60° 28′ 01″ N, 26° 56′ 26″ E | [ 1 ]  |        |
| Karjalainen äiti                                             | Kotkansaari,                                        | Jyrki Sailo                      | 1962        | 60° 27′ 55″ N, 26° 56′ 14″ E |        | [ 1 ]  |
| Kotkan uudet kasvot                                          | Kotkansaari, Rue Gutzeitintie                       | Raimo Kuusik                     | 2009        | 60° 27′ 46″ N, 26° 57′ 01″ E |        | [ 10 ] |
| Kotkan pojat                                                 | Kotkansaari, mairie de Kotka                        | Essi Renvall                     | 1951        | 60° 28′ 02″ N, 26° 56′ 50″ E | [ 1 ]  |        |
| Kotkan vaakuna                                               | Kotkansaari, mairie de Kotka                        | Gunnar Finne                     |             | 60° 28′ 04″ N, 26° 56′ 48″ E | [ 6 ]  |        |
| Kotkat                                                       | Kotkansaari, Parc Sibelius                          | Jussi Mäntynen                   | 1955        | 60° 27′ 57″ N, 26° 56′ 32″ E | [ 1 ]  |        |
| Kolmen Kannaksen Koukkaajat JR 45                            | Kotkansaari, Parc Isopuisto                         | Lauri Heinänen                   | 1971        | 60° 27′ 54″ N, 26° 56′ 43″ E | [ 6 ]  |        |
| Mémorial de la maison des travailleurs de Kotka              | Kotkansaari, Salle de concert de Kotka              |                                  | 1957        |                              | [ 6 ]  |        |
| Koululaitos Kotkassa 100 vuotta                              | Kotkansaari, coin des rues Keskuskatu et Ruukinkatu |                                  | 1980        |                              | [ 6 ]  |        |
| Mémorial du bataillon d'artillerie de Kymi                   | Juurikorpi, Gare ferroviaire                        | Keijo Ström                      | 1984        | 60° 36′ 15″ N, 26° 56′ 14″ E | [ 1 ]  |        |
| Mémorial des héros de Kymi                                   | Helilä, Église de Kymi                              | Hilding Ekelund Viktor Jansson   | 1951        |                              | [ 1 ]  |        |
| Statue de Lénine                                             | Kotkansaari, Parc Lénine                            | Krzysztof Bednarski              | 1995        | 60° 27′ 47″ N, 26° 55′ 53″ E | [ 1 ]  |        |
| Lepäävä pajutyttö                                            | Kotkansaari,                                        | Olavi Lanu                       | 2003        | 60° 27′ 50″ N, 26° 56′ 20″ E | [ 1 ]  |        |
| Maria Purpur                                                 | Kotkansaari, Isopuisto                              | Juta Eskel                       | 1999        | 60° 27′ 54″ N, 26° 56′ 49″ E | [ 1 ]  |        |
| Matkalla                                                     | Kotkansaari,                                        | Kimmo Pyykkö                     | 2005        | 60° 27′ 45″ N, 26° 56′ 09″ E | [ 1 ]  |        |
| MS Vegan potkuri                                             | Metsola, Kymenlaakson ammattikorkeakoulu            | Suomen Höyrylaiva Osakeyhtiö     | 1973        | 60° 29′ 14″ N, 26° 53′ 35″ E |        |        |
| Muodonmuutoksia                                              | Kotkansaari, Parc Sibelius                          | Alexander Reichstein             | 2011        | 60° 27′ 55″ N, 26° 56′ 29″ E | [ 11 ] |        |
| Mutkia matkassa                                              | Kotkansaari, Kirkkokatu                             | Pertti Kukkonen                  | 2010        | 60° 28′ 01″ N, 26° 56′ 36″ E | [ 12 ] |        |
| Nupukivimiesten muistomerkki                                 | Metsola, Allintie                                   | Heikki Häiväoja                  | 1978        | 60° 29′ 09″ N, 26° 54′ 06″ E | [ 1 ]  |        |
| O-HOY                                                        | Kotkansaari, Parc Palotorninvuorenpuisto            | Oddvar I. N. Daren               | 1995        | 60° 28′ 05″ N, 26° 56′ 25″ E | [ 1 ]  |        |
| Ovidiuksen tanssi                                            | Kotkansaari, Théâtre municipal de Kotka             | Olavi Mantere                    | 2005        | 60° 27′ 56″ N, 26° 56′ 39″ E | [ 1 ]  |        |
| Mémorial de Pentti Hämäläinen                                | Kotkansaari, Parc Kotekko                           | Mikko Taskinen                   | 2002        | 60° 27′ 33″ N, 26° 55′ 56″ E | [ 1 ]  |        |
| Pisara meressä                                               | Kotkansaari,                                        | Jaakko Pernu                     | 2011        | 60° 27′ 55″ N, 26° 56′ 34″ E | [ 11 ] |        |
| Portsari ja kaksonen                                         | Karhula, Piscine de Karhula                         | Esko Heikkilä                    | 1995        | 60° 31′ 07″ N, 26° 55′ 35″ E | [ 1 ]  |        |
| Portti                                                       | Kotkansaari                                         | Birthe Marie Løveid              | 2000        | 60° 27′ 42″ N, 26° 56′ 01″ E | [ 13 ] |        |
| Pro Patria                                                   | Haapasaari                                          | Aarno Ruusuvuori                 | 1961        | 60° 17′ 17″ N, 27° 11′ 30″ E | [ 1 ]  |        |
| Mémorial aux Rouges                                          | Koivula, Parikka                                    | Helge Rajala                     | 1946        | 60° 29′ 39″ N, 26° 53′ 57″ E | [ 6 ]  |        |
| Pylväs                                                       | Kotkansaari                                         | Kain Tapper                      | 2004        | 60° 27′ 50″ N, 26° 56′ 21″ E | [ 1 ]  |        |
| Pylväspyhimykset                                             | Kotkansaari, Coin des rues Puistotie et Koulukatu   | Kirsi Kaulanen                   | 2013        | 60° 27′ 37″ N, 26° 56′ 20″ E | [ 12 ] |        |
| Reliefi Ylösnousemus                                         | Kotkansaari, Centre paroissial de Kotka             | Heikki Häiväoja                  | 1968–1969   | 60° 27′ 52″ N, 26° 56′ 24″ E | [ 6 ]  |        |
| Mémorial de la bataille de Ruotsinsalmi                      | Varissaari                                          | Henrik Bruun                     | 1940        | 60° 26′ 43″ N, 26° 57′ 19″ E | [ 1 ]  |        |
| Mémorial aux marins noyés durant la bataille de Ruotsinsalmi | Kuusinen                                            | Mikhail Anikushin                | 1998        | 60° 27′ 29″ N, 26° 57′ 53″ E | [ 1 ]  |        |
| Sadekivet                                                    | Kotkansaari                                         | Susanna Tuorelainen              | 1998–1999   | 60° 27′ 42″ N, 26° 56′ 01″ E | [ 14 ] |        |
| Sahamyllyn muistomerkki                                      | Korkeakoski                                         |                                  | 1963        | 60° 31′ 55″ N, 26° 54′ 25″ E | [ 6 ]  |        |
| Sankaripatsas                                                | Kotkansaari,                                        | Emil Filén                       | 1951        | 60° 27′ 53″ N, 26° 56′ 12″ E | [ 1 ]  |        |
| Syntymä                                                      | Karhula,                                            | Matti Tommola                    | 2006        | 60° 30′ 56″ N, 26° 56′ 25″ E | [ 14 ] |        |
| Tahdon voima                                                 | Kotkansaari,                                        | Arvo Siikamäki                   | 1985        | 60° 27′ 55″ N, 26° 56′ 17″ E | [ 1 ]  |        |
| Tarrautuminen                                                | Kotkansaari                                         | Matti Peltokangas                | 2002        | 60° 27′ 48″ N, 26° 56′ 15″ E | [ 1 ]  |        |
| Tombe de Toivo Pekkanen                                      | Kotkansaari,                                        | Wäinö Aaltonen et Matti Aaltonen | 1958        | 60° 27′ 53″ N, 26° 56′ 16″ E | [ 1 ]  |        |
| Plaque de la maison de naissance de Toivo Pekkanen           | Kotkansaari, 12, rue Kymenlaaksonkatu               |                                  | 1963        |                              | [ 6 ]  |        |
| Torvi ja sen töräys                                          | Mussalo, École de Mussalo                           | Pertti Kukkonen                  | 2008        | 60° 27′ 24″ N, 26° 52′ 59″ E | [ 15 ] |        |
| Tukinuittaja                                                 | Hovinsaari,                                         | Emil Wikström                    | 1952 (1890) | 60° 30′ 53″ N, 26° 55′ 24″ E | [ 1 ]  |        |
| Tuliportaat                                                  | Kotkansaari, Parc Palotorninvuorenpuisto            | Tapio Sinisalo                   | 1999        | 60° 28′ 03″ N, 26° 56′ 26″ E | [ 1 ]  |        |
| Tuulen viemää                                                | Kotkansaari, Rue Keskuskatu                         | Tommi Toija                      | 2011        | 60° 27′ 51″ N, 26° 56′ 25″ E | [ 11 ] |        |
| Tuulet yli merien                                            | Mussalo, Mussalon syväsatama                        | Markku Hirvelä                   | 1990        | 60° 26′ 12″ N, 26° 53′ 07″ E | [ 1 ]  |        |
| Tuulimylly                                                   | Kalliokoski                                         |                                  | 1970        | 60° 30′ 32″ N, 26° 54′ 43″ E | [ 6 ]  |        |
| Buste de Lénine                                              | Kotkansaari, Parc Lénine                            | Matti Varik                      | 1979        | 60° 27′ 48″ N, 26° 55′ 51″ E | [ 1 ]  |        |
| Mémorial V. I. Lénine                                        | Kotkansaari, maison des travailleurs de Kotka       |                                  | 1957        | 60° 27′ 47″ N, 26° 56′ 14″ E | [ 6 ]  |        |
| Vaikea portti                                                | Kotkansaari                                         | Matti Nurminen                   | 2002        | 60° 27′ 56″ N, 26° 56′ 35″ E | [ 1 ]  |        |
| Vasikat                                                      | Kotkansaari, Parc Toivo Pekkanen                    | Miina Äkkijyrkkä                 | 2010        | 60° 27′ 41″ N, 26° 56′ 07″ E | [ 11 ] |        |
| Vello                                                        | Kotkansaari,                                        | Kimmo Schroderus                 | 2004        | 60° 30′ 53″ N, 26° 55′ 55″ E | [ 1 ]  |        |
| Viestejä ystäville                                           | Karhula, Place du marché de Karhula                 | Antti Maasalo                    | 2002        | 60° 30′ 53″ N, 26° 55′ 55″ E | [ 1 ]  |        |
| Yökulkijat                                                   | Kotkansaari                                         | Markku Hirvelä                   | 2007        | 60° 28′ 09″ N, 26° 56′ 32″ E | [ 1 ]  |        |
| Öinen impi                                                   | Kotkansaari,                                        | Pekka Kauhanen                   | 2012        | 60° 28′ 09″ N, 26° 56′ 32″ E | [ 12 ] |        |